# Josiah Zayner
Josiah Zayner, né en 1981, est un biohacker, connu pour vulgariser l’ingénierie génétique humaine basé sur la technique de CRISPR. 

## Biographie
Josiah Zayner effectue son doctorat en biophysique à l’Université de Chicago, dans le laboratoire de Luciano Marraffini, un des pionniers du système d'édition du génome nommé CRISPR. Durant deux ans, il est chercheur à Mountain View, le centre de recherche de biologie synthétique de la NASA en Californie, où il a travaillé sur la conception de l'habitat de la colonie martienne. 
Jugeant la recherche scientifique universitaire trop hiérarchique et peu créative, il crée son entreprise The Odin dans un studio de Mountain View en Californie en partenariat avec George Church, professeur de génétique à la Harvard Medical School et l'un des pionniers des méthodes de séquençage direct du génome et promoteur du Biohacking. Sa volonté est de décentraliser la science des universités, de vulgariser les expérimentations scientifiques pour la rendre accessible à tous. Après une levée de fonds via un financement participatif, sa start-up s’installe dans un garage de Castro Valley avec quatre salariés, dans le pavillon d’Oakland. Il développe son produit phare, le kit CRISPR, un outil d’édition pour modifier son génome d'une manière autonome vendu de 28 dollars (23 euros) pour la version basique à 159 dollars pour l’équipement complet (pipette, tubes, ADN, bactéries et levures…),. 
Il déclare avoir mené des expériences sur son propre corps  pour guérir une maladie intestinale chronique. Afin de soigner sa pathologie, il réalise une auto-transplantation en ingérant des pilules qui contenaient les bactéries d’un donneur sain. Cette pratique étant interdite aux États-Unis, mais fréquente dans des communautés de hackers (ou le darknet), il a développé un protocole expérimental personnalisé et déclare par la suite que ses symptômes ont disparu.
Idéologiquement, il déclare être un libertaire absolu « Pour la première fois de l’Histoire, les humains ne sont plus esclaves de leur patrimoine génétique. Doit-on limiter cette liberté aux laboratoires universitaires et aux grandes compagnies privées ? Je suis convaincu que non.  »   et se défend de promouvoir le mouvement de l'eugénisme en déclarant  « L’idée ce n’est pas de créer une sorte de race supérieure, c’est de faire en sorte que notre progéniture ne souffre pas ».